# Delito de peligro
Delitos de peligro, también conocidos como delitos de riesgo en materia penal es una categoría de tipos penales, o delitos, en los cuales sólo se requiere que el sujeto ejerza una conducta, sin llegar a consumarla. El hecho por sí mismo se considera entonces como delito. Se opone al delito de lesión, en que se requiere que el bien jurídico protegido haya sido afectado por el hecho punible.
Por consiguiente, quien sea acusado de este tipo de delitos, con su sola iniciación puede ser condenado.

## Teoría

### Categorías
Es posible agrupar a los delitos de peligro en dos categoríasː

#### De peligro concreto
Los delitos de peligro concreto son aquellos en los que la ley expresamente requiere que el resultado de la acción sea de peligro. El tipo requiere como resultado la proximidad de una concreta lesión. El peligro concreto es el resultado típico .
Serán relevantes las circunstancias conocidas o cognoscibles por el autor del hecho en el momento de su comisión, y si era previsible la causación de un resultado lesivo para el bien jurídico de acuerdo con el saber nomológico.
Ejemplo de delito de peligro concreto: conducción temeraria (art. 380 CP).

#### Delitos de peligro abstracto
Los delitos de peligro abstracto son aquellos en los cuales no se requiere expresamente la efectiva situación de peligro, sino que el fundamento de su castigo es que normalmente suponen un peligro. Basta, por lo tanto, la peligrosidad de la conducta. Se castiga una acción típicamente peligrosa. 
La peligrosidad de la conducta que se exige es ex ante; si ex post se produce el peligro concreto o no, es irrelevante.
Esta clase de delitos plantea problemas de compatibilidad constitucional.
Ejemplo de delito de peligro abstracto: conducción bajo la influencia de sustancias psicoactivas, tales como estupefacientes, bebidas alcohólicas, sustancias psicotrópicas, etc (art. 379 CPP).

### El dolo de peligro
El dolo de peligro no es una categoría autónoma, distinto del dolo de lesión. Según la doctrina mayoritaria no constituye una clase especial de dolo. En él distinguimos dos elementos:
- El cognitivo: la consciencia de la concreta puesta en peligro del bien mediante la realización de la acción

- El volitivo: la voluntad de poner en peligro o al menos, aceptar

Este dolo de peligro se divide en dos clases:
- La primera de ellas se da en los casos en los que hay una simultaneidad en la acción típica y la puesta en peligro, unidas al conocimiento del autor.

- La segunda clase se da en los casos en los que el autor desconoce una circunstancia presente o no en el momento de la acción típica, o futura y sobre la que no se ejerce control, que es determinante para la producción del peligro.

#### Relación entre el dolo de peligro y la imprudencia consciente
No son conceptos idénticos, pues en determinados casos al dolo de peligro le acompaña también el ánimo de lesionar. Sin embargo, en la estructura de los delitos de peligro se da esta identidad, ya que el sujeto es consciente de la realización de una conducta imprudente pero actúa con la confianza de la no producción de un resultado lesivo. A pesar de ello, su actuación está castigada como delito autónomo en determinados casos debido a unas concretas particularidades, a pesar de que no se produzca finalmente un resultado lesivo para el bien.
En estos delitos se debe prestar atención a la ejecución en grado de tentativa, así STS 7/10/2003 "Ahora bien, como señalan las sentencias  de 26 de marzo de 1.999  y 11 de  diciembre 2.000, la consumación del delito prevenido en el art. 351 del Código Penal exige que el  fuego ocasionado alcance una dimensión suficiente para que su propagación pueda poner en   peligro  la vida o integridad física de las personas, por lo que ha de estimarse que en aquellos  supuestos en los que el fuego ha sido extinguido de forma inmediata, sin alcanzar una mínima  dimensión, el delito debe sancionarse como mera tentativa".